# Cangrejo Cove
Die Cangrejo Cove (spanisch Bahía Cangrejo ‚Krebsbucht‘; im Vereinigten Königreich Crab Cove; in Chile Bahía Chávez) ist eine 2,5 km tiefe Bucht an der Danco-Küste des Grahamlands auf der Antarktischen Halbinsel. Auf der Nordseite der Kiew-Halbinsel liegt sie unmittelbar westlich der Azure Cove im südwestlichen Teil der Flandernbucht.
Erstmals grob kartiert wurde sie bei der Belgica-Expedition (1897–1899) unter der Leitung des belgischen Polarforschers Adrien de Gerlache de Gomery. Ihren deskriptiven Namen erhielt die Bucht durch Teilnehmer einer von 1951 bis 1952 dauernden argentinischen Antarktisexpedition. Die Benennung leitet sich von einer kleinen Halbinsel an der Westseite der Bucht ab, die aus der Vogelperspektive betrachtet an die Zangen eines Krebses erinnert. Das Advisory Committee on Antarctic Names überführte 1965 diese Benennung in einer Teilübersetzung ins Englische. Das UK Antarctic Place-Names Committee entschied sich dagegen 1978 zu einer vollständigen Übersetzung. Chilenische Wissenschaftler benannten sie in Anlehnung an die Benennung der benachbarten Chavez-Insel.